# Bidri, Mudhol
Bidri là một làng thuộc tehsil Mudhol, huyện Bagalkot, bang Karnataka, Ấn Độ.